# Nowe Życie (pismo katolickie)
Nowe Życie – dolnośląskie pismo katolickie założone w 1983. Początkowo dwutygodnik, od stycznia 1993 miesięcznik. Jego wydawcą jest Wrocławska Kuria Metropolitalna.
„Nowe Życie” na swych łamach koncentruje się na sprawach dotyczących wiary oraz życia kościoła katolickiego lokalnego i powszechnego. Poruszane są też problemy/sprawy społeczno-polityczne, psychologiczne, historyczne, młodzieżowe i kulturalne.
Pierwszy numer „Nowego Życia” ukazał się tuż przed pielgrzymką papieża Jana Pawła II we Wrocławiu (21 czerwca 1983) z datą 19 czerwca 1983. Pierwszym redaktorem naczelnym pisma był ks. Henryk Szareyko. Nakład wynosił wówczas 20 tys. egz. Pismo wydawane było na papierze gazetowym w formacie A4. Pod koniec 1991 zawieszono wydawanie dwutygodnika. W styczniu 1993 na mocy decyzji kard. Henryka Gulbinowicza wydawanie wznowiono, ale w zmienionej szacie graficznej, z kolorową okładką i w formie miesięcznika. 
Redaktorem naczelnym został ks. Roman Drozd, po nim funkcję tę pełnił od 1995 do tragicznej śmierci w grudniu 2011 ks. Piotr Nitecki. Od marca 2012 redaktorem naczelnym był ks. Zbigniew Stokłosa.  Pismo rozprowadzane jest przez parafie archidiecezji wrocławskiej. W 2015 redaktorem naczelnym został ks. dr hab. Grzegorz Sokołowski.
Wraz ze zmianą redaktora naczelnego zmienił się wygląd pisma. Poszerzono grono redaktorów i stałych współpracowników. Pozwoliło to na dotarcie do szerszego kręgu odbiorców.
Wiosną 2023 r. redaktorem naczelnym został ks. Łukasz Romańczuk, w lutym 2024 r. zastąpiony przez wieloletniego sekretarza redakcji Wojciecha Iwanowskiego.